# Аерографія
Аерографія (графічна задувка) — техніка нанесення малюнка на поверхню за допомогою аерографа (повітряного пера). Виконується в спеціальних шафах з вентиляцією і фарбовловлювачами.
Вперше це мистецтво виникло в кінці 19 століття.
Одними з перших наносити малюнки методом розпилювання сталі стали гоночні спортивні команди, потім аерографія перемістилась на холодильники, ноутбуки, мотоцикли, сноуборди, захисні шоломи, системні блоки комп'ютерів, мобільні телефони і тому подібне.
Аерографія відрізняється від інших методик та технік малювання, повітряним розпилом фарби, яке утворює полотно фарби з неймовірно плавними межами-практично як бачить наше око світ навкруги.